# Pownce
 (avril 2009).
Pownce est un ancien site Internet de microblogage et de réseau social imaginé par Kevin Rose, Leah Culver, Daniel Burka et Shawn Allen. Pownce était basé sur le principe du partage de messages, de fichier, d'événements liés par un réseau virtuel d'amis. Lancé le 27 juin 2007, le site permettait à tout internaute de créer un compte gratuitement, sans invitation nécessaire.
Le lundi 1er décembre 2008, une bannière est apparue sur le site et un courriel a été envoyé à tous les utilisateurs du service, indiquant que Pownce ferme le 15 décembre 2008. La raison évoquée dans le blog est que les principaux développeur Leah Culver et Mike Malone travaillent maintenant pour Six Apart (société mère de Movable Type, Typepad et Vox.)

## Couverture médiatique
Le lancement du site a été couvert par de nombreux journaux américains comme Wired Magazine, Business Week, Webware,, et le San Francisco Chronicle, avec plus d'articles concernant Rose, connu pour sa participation dans Digg et TechTV. Du fait de cette grande publicité, les demandes d'invitations pour Pownce ont connu une forte hausse, à tel point que certaines se vendaient sur eBay.

## Sites Internet similaires
Pownce a été comparé positivement avec d'autres sites comme Twitter et a même été surnommé le « Twitter sous stéroïdes » (« Twitter on steroids »). Il a aussi été souvent recommandé à la place de Twitter grâce à ses possibilités de discussions suivies.

## Technologie
Pownce est conçu sur un dérivé de LAMP : Debian, Apache, MySQL, et Python. L'application Web est faite avec Django, écrit en Python. Le stockage de fichiers est basé sur Amazon S3. L'application de Bureau est écrite en Flex pour la plate-forme Adobe AIR. Les icônes utilisés pour le site sont issus des packs Open Source FamFamFam Silk et iso series.